# Monster Studio
Monster Studio è uno studio d'animazione fondato nel 2015 in Corea del Sud da Jeong Ji Hwan. È noto per aver prodotto la serie Il barbiere pasticciere, oltreché la serie Cherry Toon (disponibile sul canale YouTube ufficiale), e lo spin off de Il barbiere pasticciere chiamato Bread and Wilk's World Tour, il quale non è ancora stato trasmesso in Italia.

## Fondazione
Lo studio è stato fondato il 10 luglio 2015 dall'animatore Coreano Jeong Ji Hwan, il quale aveva già lavorato per altre aziende negli Stati Uniti. Nel luglio del 2016 c'erano già 3 dipendenti e da lì lo studio ha preso effettivamente forma. Ha collaborato anche con altri studi d'animazione tra cui MOI Animation, NE4U e Rough Draft Studios.

## Produzioni

### Il barbiere pasticciere
La loro serie di maggior successo è Il barbiere pasticciere. Creata nel 2016, i primi episodi sono stati caricati tra febbraio e settembre dello stesso anno sul canale YouTube ufficiale. Dal 3 gennaio 2019 la serie va in onda sulla rete KBS1, dal 2020 in poi è stata distribuita anche in altre lingue su Netflix e Prime Video. In Italia la serie è disponibile dal 15 agosto 2020 su Netflix, e su K2 dal 9 novembre 2020.
Sono stati realizzati anche due spin off (Bread and Wilk's World Tour e Wilk's Dessert Story) e due film (Bread Barbershop the Movie: Celebrity in Bakery Town e Bread Barbershop the Movie: The Birth of the Bread Star). Né spin off e né film sono stati ancora trasmessi in Italia.

### Cherry Toon
Lo studio ha prodotto anche Cherry Toon, una web series disponibile su YouTube con un canale apposito.